# نادي بنما (الإكوادور)
نادي بنما الرياضي (بالإسبانية: Panamá Sporting Club) هو نادي كرة قدم إكوادوري مقره في غواياكيل . تأسس في عام 1923، ويلعب في دوري الدرجة الثالثة . تم تسمية النادي على اسم قناة بنما .